# Anatolij Vasziljevics Filipcsenko
Anatolij Vasziljevics Filipcsenko, oroszul: Анато́лий Васи́льевич Фили́пченко (Davidovka, 1928. február 26. – 2022. augusztus 7.) szovjet-orosz űrhajós, a légierő vezérőrnagya.

## Életpálya
Fiatalon jelentkezett a repülőtiszti főiskolára, ahol 1950-ben diplomázott. Különböző katonai repülő beosztások közben 1961-ben levelező hallgatóként, Moszkvában elvégezte a repülőakadémiát. 1963. január 10-től 1982. január 26-ig teljesített űrhajós szolgálatot. 10 napot, 21 órát és 3 percet töltött a világűrben. 1990-től 1996-ig az OKB Harkov (a Buran űrrepülőgép fejlesztésével foglalkozó intézet) helyettes igazgatója volt.

## Űrrepülések
- 1969-ben a Szojuz–7 fedélzetén parancsnok, fő feladat volt a szovjet holdprogram részeként elősegíteni a megközelítést (összekapcsolódást) a Szojuz–6 és a Szojuz–8 egységekkel.
- 1974-ben a Szojuz–16 vállalkozás parancsnokaként a későbbi amerikai–szovjet űrprogram részeként kipróbálni az összekapcsoló szerkezet működését.

Űrrepülését bélyegen is megörökítették.

## Tartalék személyzet
- Szojuz–5 űrhajó parancsnok.
- Szojuz–9 űrhajó parancsnok.
- Szojuz–19 EPAS, a közös Szojuz–Apollo-program űrhajó parancsnok.

## Kitüntetések
Kétszer kapta meg a Szovjetunió Hőse kitüntetést.